# Top of the World
Top Of The World је четврти сингл групе The All-American Rejects са албума Move Along.

## Спот
На споту су приказани снимци са њихових концерата и иза сцене.